# Indstilling af traktorplov
Indstilling af traktorplov er en dansk dokumentarfilm fra 1956.

## Handling
Filmen viser plovens opbygning. Måling og justering af ploven - såvel den bugserede som den ophængte - og demonstration af pløjerens kontrol med ploven under pløjningens udførelse.